# Fly Excellent
| Fly Excellent AB | IATA                      | ICAO | Callsign |
| ---------------- | ------------------------- | ---- | -------- |
|                  |                           | FXL  |          |
| Operating bases  | Stockholm Arlanda Airport |      |          |
|                  |                           |      |          |

Fly Excellent var ett svenskt flygbolag som grundades år 2006 av Johan Ruud och började flyga i maj/juni 2007. Bolaget hade inga egna flyglinjer utan valde att nischa sig med Ad-hoc charter, Wet Lease, ACMI-flygningar samt charterflygningar för konferenser, incentivegrupper m.m.
Bolaget hade två MD-83:or i sin flotta.
- SE-DJE med 165 säten.
- SE-DJF med 165 säten.

Bolaget gjorde en del specialflygningar och flög dessutom för Blue 1, Air France, Nordic Airways, Sterling, Fly Nordic,  Norwegian, SAS Sverige, Air Baltic, Thomas Cook, Air Comet och Martinair m.fl. Huvudkontoret fanns i Upplands Väsby och Fly Excellent hade Stockholm-Arlanda flygplats som hemmabas.
Efter att Fly Excellent AB sålts till Conny Lantz försattes bolaget i konkurs den 14 april 2009. De båda MD-83orna avregistrerades från det svenska flygplansregistret i nov/dec 2008.